# Triolena stenophylla
Triolena stenophylla là một loài thực vật có hoa trong họ Mua. Loài này được (Standl. & Steyerm.) Standl. & L.O. Williams miêu tả khoa học đầu tiên năm 1963.